# Марина Цекова
Марина Цекова е журналист и водеща на сутрешния уикенд блок „Събуди се“ по NOVA.

## Биография
Марина Цекова е родена на 24 юни 1986 г. в София. Завършва Немската гимназия в София. След това заминава за Германия където учи в Берлин „Публицистика и комуникация“ и „Филмови науки“, завършва и магистратура „Медии и политически комуникации“ отново в немската столица.
Марина прави медийни специализации и лидерски тренинги в цял свят, включително и като част от мрежата на World Press Institute в САЩ. Изкарва стажове в различни медии, сред които и „Дойче Веле“. За известно време дори е главен редактор на българската версия на списание „Индиго“. Това е издание на Европейския съюз за младите хора.

### Професионално развитие
Телевизионната ѝ кариера в България започва в средата на 2011 г. като стажант в публицистичното предаване „Панорама“ по БНТ. След това в края на 2011 г. се присъединява към екипа на Нова телевизия. Започва като репортер, след това през 2014 г. става продуцент на Темата на NOVA. След това през септември 2015 г. става водеща на Новините на NOVA сутрин. По-късно става водеща и на новините на обед и следобед. През годините е била водеща и на предаванията „Здравей, България“ и „Събуди се“ няколко пъти.
В периода септември-ноември 2020 г. води късните емисии на Новините на NOVA. След това от декември 2020 г. Марина се присъединява към екипа на bTV и от 4 януари 2021 г. започва да води bTV Новините. Води една седмица късните новини в 23 ч. и една седмица bTV Новините в 17 ч. Прави също така и материали за bTV Репортерите и предаването „120 минути“. От юни 2021 г. отново се завръща в Нова телевизия и от 12 юни започва да води сутрешния уикенд блок „Събуди се“.